# Бангкокская история любви
«Бангкокская история любви» (тайск. เพื่อน…กูรักมึงว่ะ; русская транскрипция: Пхыан… ку рак мынг ва; англ. Bangkok Love Story) — тайский фильм, вышедший на экраны в 2007 году. Сценарист и режиссёр — Пхот Анон (тайск. พจน์ อานนท์, часто неправильно транскрибируется по-русски как Пой Арнон, что представляет собой кальку с английского варианта написания его имени Poj Arnon). Фильм о молодом человеке, влюбившемся в киллера, который должен его убить.

## Сюжет
Мек — молодой киллер. Его престарелая мать и младший брат Мок ВИЧ-инфицированы, причем у матери СПИД вступил в окончательную стадию, поэтому Мек не только содержит себя и обоих родственников, но также оплачивает немалые расходы на их лечение. Мафия поручает Меку похищение и убийство информатора полиции по имени Ит, но в последний момент Мек отказывается выполнять задание, кроме того в перестрелке его тяжело ранят. Вместе с Итом убийца скрывается с места преступления. Иту приходится заботиться о Меке, пока рана не заживёт.
Мужчины влюбляются друг в друга. Прошло время, Мек поправился. Но парень не склонен к сентиментальности и не может позволить себе какие бы то ни было романтические отношения, тем более с мужчиной. Он старается победить свою страсть и подавить влечение к Иту. Ит же напротив, не может забыть едва не убившего его киллера, из-за любви к нему он расстается со своей молодой женой Сай, постоянно возвращается к Меку и просит не отвергать его. Застрелив китайца, босса мафии, заказавшего в своё время Ита, Мек попадает в полицейское окружение и на долгие годы отправляется за решетку. Ит, потерявший зрение в ходе той же перестрелки в доме китайского мафиози, терпеливо ждет возвращения Мека. Наконец, тот выходит на свободу, но счастье встречи с Итом оказывается очень недолгим — неизвестный киллер убивает Мека прямо у ворот тюрьмы.

## В главных ролях
| Актёр                                     | Роль       |
| ----------------------------------------- | ---------- |
| Раттанабанланг Тотсават (รัตนบัลลังก์ โตสวัสดิ์) | Мек (เมฆ)  |
| Чайват Тхонгсэнг (ชัยวัฒน์ ทองแสง)           | Ит (อิฐ)    |
| Вирадит Сималай (วีรดิษฐ์ ศรีมาลัย)            | Мок (หมอก) |
| Чатча Ручинанон (ฌัชฌา รุจินานนท์)            | Сай (ทราย) |

## Награды
В 2007 году картина была удостоена главного приза Международного фестиваля независимого кино в Брюсселе. В 2008 году «Бангкокская история любви» получила приз Таиландской национальной ассоциации кино в номинациях «лучшая операторская работа», «лучший сценарий» и «лучший звук».

## Интересные факты
Согласно первоначальному замыслу, Ит работает не информатором полиции, а полицейским. Поскольку цензура вряд ли одобрила бы фильм, главный герой которого является полицейским нетрадиционной ориентации, в ходе пре-продакшна было решено «более туманно обозначить связь персонажа Ита с полицией».
Оригинальное название фильма может быть переведено с тайского языка как «Дружище, гад, да я ж люблю тебя». Дословный перевод, впрочем, затруднен вследствие многозначности интонационной и смысловой окраски использованных слов: формы местоимений 1-го и 2-го лица (กู — «я» и มึง — «ты»), а также конечное междометие ว่ะ имеют в тайском языке грубую, нарочито-неприязненную коннотацию. Названия ленты на других языках (в том числе кит. 曼谷爱情故事) соответствуют английскому варианту.